# 박정희체육관
박정희체육관(朴正熙體育館)은 경상북도 구미시 광평동에 있는 실내 체육관으로 과거에는 V-리그의 구미 KB손해보험 스타즈(2005년 ~ 2017년), 구미 한국도로공사 하이패스 제니스(2005년 ~ 2010년)의 홈 구장으로 사용되었고 2013년부터 2014년까지 장충체육관의 리모델링 공사로 인해 GS칼텍스 서울 KIXX의 임시 홈 구장으로 사용되기도 했으며 대한민국의 대통령을 5번(5대 ~ 9대)이나 지낸 구미 출신 박정희의 이름을 따 2002년 체육관명을 박정희체육관으로 명명했다.

## 같이 보기
- 구미시민운동장